# تانداغ
تانداغ (بالإنجليزية: Tandag) هي مدينة في الفلبين، تتبع سوريجاو ديل سور، هي عاصمة سوريجاو ديل سور، بلغ عدد سكانها 52٬114  نسمة، في 1 مايو 2010، تبلغ مساحتها 291٫73 كيلومتر مربع، رمزها البريدي هو 8300.

## الموقع
تشترك في الحدود مع:
- San Miguel, Surigao del Sur [الإنجليزية]‏.

## المناخ
يظهر الجدول التالي التغييرات المناخية على مدار السنة لتانداغ:
| البيانات المناخية لـتانداغ        | البيانات المناخية لـتانداغ | البيانات المناخية لـتانداغ | البيانات المناخية لـتانداغ | البيانات المناخية لـتانداغ | البيانات المناخية لـتانداغ | البيانات المناخية لـتانداغ | البيانات المناخية لـتانداغ | البيانات المناخية لـتانداغ | البيانات المناخية لـتانداغ | البيانات المناخية لـتانداغ | البيانات المناخية لـتانداغ | البيانات المناخية لـتانداغ | البيانات المناخية لـتانداغ |
| الشهر                             | يناير                      | فبراير                     | مارس                       | أبريل                      | مايو                       | يونيو                      | يوليو                      | أغسطس                      | سبتمبر                     | أكتوبر                     | نوفمبر                     | ديسمبر                     | المعدل السنوي              |
| --------------------------------- | -------------------------- | -------------------------- | -------------------------- | -------------------------- | -------------------------- | -------------------------- | -------------------------- | -------------------------- | -------------------------- | -------------------------- | -------------------------- | -------------------------- | -------------------------- |
| متوسط درجة الحرارة الكبرى °م (°ف) | 27 (81)                    | 27 (81)                    | 28 (82)                    | 29 (84)                    | 30 (86)                    | 29 (84)                    | 30 (86)                    | 30 (86)                    | 30 (86)                    | 29 (84)                    | 29 (84)                    | 28 (82)                    | 29 (84)                    |
| متوسط درجة الحرارة الصغرى °م (°ف) | 23 (73)                    | 23 (73)                    | 23 (73)                    | 24 (75)                    | 24 (75)                    | 24 (75)                    | 24 (75)                    | 24 (75)                    | 24 (75)                    | 24 (75)                    | 24 (75)                    | 24 (75)                    | 24 (75)                    |
| الهطول مم (إنش)                   | 161 (6.3)                  | 132 (5.2)                  | 112 (4.4)                  | 87 (3.4)                   | 136 (5.4)                  | 169 (6.7)                  | 146 (5.7)                  | 148 (5.8)                  | 132 (5.2)                  | 156 (6.1)                  | 176 (6.9)                  | 170 (6.7)                  | 1٬725 (67.8)               |
| متوسط الأيام الممطرة              | 20.0                       | 16.2                       | 18.3                       | 17.5                       | 24.0                       | 26.7                       | 27.5                       | 27.5                       | 26.5                       | 26.4                       | 23.8                       | 21.1                       | 275.5                      |
| المصدر: Meteoblue                 |                            |                            |                            |                            |                            |                            |                            |                            |                            |                            |                            |                            |                            |